# اکسل هنری هانسن
اکسل هنری هانسن (نروژی: Axel Henry Hansen; ۲۵ ژوئن ۱۸۸۷ – ۴ ژانویهٔ ۱۹۸۰) ژیمناست هنری اهل نروژ بود.